# Perryville (Maryland)
Perryville é uma cidade  localizada no estado americano de Maryland, no Condado de Cecil.

## Demografia
Segundo o censo americano de 2000, a sua população era de 3672 habitantes.
Em 2006, foi estimada uma população de 3812, um aumento de 140 (3.8%).

## Geografia
De acordo com o United States Census Bureau tem uma área de
6,4 km², dos quais 6,4 km² cobertos por terra e 0,0 km² cobertos por água.

## Localidades na vizinhança
O diagrama seguinte representa as localidades num raio de 12 km ao redor de Perryville.